# 西谷泰治
西谷 泰治（にしたに たいじ、1981年2月1日 - ）は、日本の自転車競技選手。ロードレースとトラックレースの両方で活躍した。広島県安芸郡坂町出身。2002年と2006年のアジア競技大会自転車競技日本代表。
ツール・ド・北海道との相性が非常に良く、ステージ優勝7回は歴代1位。

## 経歴
広島電機大学附属高校（現広島国際学院高校）入学と同時に自転車競技を始める。
その後、進学した日本大学4年時に2002年釜山アジア競技大会自転車競技の日本代表として出場、ポイントレース10位に終わる。
大学卒業後の2003年から愛三工業レーシングチームでプロ入り。
2006年
- 1月、UCI（国際自転車競技連合）トラック・ワールドカップ（ロサンゼルス）でスクラッチ3位
- 9月、ツール・ド・北海道でステージ1勝を挙げると共に、初の個人総合優勝（個人総合時間賞）を果たした。
- 12月、ドーハアジア競技大会自転車競技日本代表にも選ばれ、トラック競技3種目に出場。個人追い抜きで銀メダルを獲得した。

2008年
- 5月のツアー・オブ・ジャパンでステージ勝利は無かったがスプリント賞を獲得
- 9月のツール・ド・北海道では第6ステージにて勝利。

2009年
- 6月、出身地の広島で開催された第12回全日本自転車競技選手権大会ロードレースで優勝。

2010年
- 3月、チームとして初出場となったツール・ド・ランカウイ（UCI2.HC）第4ステージで集団スプリントを制し、ステージ優勝。

これまで同大会では、2005年に福島康司が、2007年には福島晋一がステージ優勝を果たしているが、いずれも逃げ切りでの優勝で、日本人選手による集団スプリントでのステージ優勝は西谷が初めて。

これは、UCIアジアツアーに主眼を置くチームを勢いづける勝利となった。
2011年
- 第31回アジア自転車競技選手権大会
  - 団体追抜 3位
  - マディソン 3位
- 全日本自転車競技選手権大会
  - オムニアムの初代優勝者となった。
  - 9年ぶりに復活したマディソンでも、盛一大とのコンビで優勝。
- ジャパンカップ 2位

2012年
- 第32回アジア自転車競技選手権大会・個人ロードレース 3位
- ジャパンカップサイクルロードレース 12位

2013年
- ジャパンカップサイクルロードレース9位

2014年シーズンをもって選手を引退。現在は愛三工業レーシングチームのテクニカルディレクター。